# Ambiortiphagus ponomarenkoi
Ambiortiphagus
Genre
Espèce
Ambiortiphagus ponomarenkoi, unique représentante du genre éteint Ambiortiphagus, est une espèce fossile d'araignées mygalomorphes de la famille des Atypidae.

## Distribution
Cette espèce a été découverte en Mongolie. Elle date du Crétacé inférieur.

## Publication originale
- (en) Eskov & Zonstein, 1990 : First Mesozoic mygalomorph spiders from the Lower Cretaceous of Siberia and Mongolia, with notes on the system and evolution of the infraorder Mygalomorphae (Chelicerata: Araneae). Neues Jahrbuch fuer Geologie und Palaeontologie Abhandlungen, vol. 178, no 3, p. 325-368.